# 張鳳翮
張鳳翮（？—1644年），字健沖，號慰堂，陝西漢中府城固縣人，明朝政治人物。

## 生平
天啟元年（1621年）舉人，天啟五年（1625年）中進士。崇禎年間，擔任監察御史，彈劾四川巡撫王維章貪污劣行，請求召還給事中章正宸，未得接納。不久巡按雲南，回朝時說：「陛下提議再征一年稅收，民力已枯竭，討賊大臣懈怠渙散，浪費百萬金錢。」崇禎帝采納，命兵部飛騎要求熊文燦進攻，但張獻忠已反叛；其後因論事遷任浙江按察使，再陞任江西巡撫。張鳳翮為人倜儻，曾說：「不先在家鄉立功，怎能在天下立功？」故此發跡後開建城東新堰，又修築南樂義堡，並建議實行丁隨糧行。到崇禎十五年（1642年）遷浙江右參政，惟未任而罷官；李自成攻陷城固，威脅他出仕，他拒絕而被殺。

## 引用
1. 1 2  《明史·卷二百九十四·列傳第一百八十二　忠義六》：鄉官張鳳翮，字健沖。天啟五年進士。崇禎中官御史，極論四川巡撫王維章貪劣，而請召還給事中章正宸，不納。出按雲南，還朝，言：「陛下議均輸再征一年，民力已竭，討賊諸臣泄泄沓沓，徒糜數百萬金錢。」帝納其言，敕兵部飛騎勒熊文燦進兵，而張獻忠已叛矣。十五年遷浙江右參政，未任而罷。賊陷城，脅之仕，不屈死。
2. ↑  嘉慶《漢南續修府志·卷十八·選舉》：天啟 元年辛酉科（舉人） …… 張鳳翮 城固人
3. ↑  嘉慶《漢南續修府志·卷十六·人物中》：張鳳翮 進士擢御史巡按雲南衡文，江左因論事遷浙臬，尋陞江西巡撫。少而力學，為人倜儻不羈，嘗曰：「功不先梓里，何以及天下？」故得志後開城東之新堰，築南樂之義堡，議及丁隨糧行，袪民賠累，公之力也。李賊之變，執之脅其仕，不從遇害。

## 延伸阅读
[在维基数据编辑]
 《明史卷二百九十四》，出自《明史》

| 官衔          | 官衔                        | 官衔          |
| ------------- | --------------------------- | ------------- |
| 前任： 劉宗祥 | 明朝江西巡撫 1642年－1643年 | 繼任： 郭都賢 |